# I Just Wanna Dance
I Just Wanna Dance es EP de debut de la cantante estadounidense Tiffany Hwang, fue lanzado por S.M. Entertainment el 11 de mayo de 2016.

## Antecedentes y lanzamiento
Después de haber sido informado de que Hwang debuta como cantante en solitario en 2015, Tiffany reveló en una entrevista con la revista de Singapur Pin Prestige en abril de 2016 que su debut en verdad había sido programado para finales de 2015, pero decidió retrasarlo con el fin de desarrollar aún más el álbum.
El 4 de mayo de 2016, Tiffany anunció oficialmente su debut como cantante en solitario con I Just Wanna Dance como su principio EP y las imágenes teaser para el álbum comenzaron a ser lanzadas. El álbum se dispuso para la preventa en la tienda iTunes el 5 de mayo.
El 11 de mayo de 2016, el álbum y el vídeo musical del sencillo principal fue lanzado por YouTube.

## Promoción
Un escaparate promocional de I Just Wanna Dance tuvo lugar el 10 de mayo de 2016. El debut de Tiffany fue en el programa musical M! Countdown de Mnet el 12 de mayo y continuó con sus promociones en Music Bank el 13 de mayo, Show! Music Core el 14 de mayo y Inkigayo el 15 de mayo.

## Lista de canciones
| N.º | Título                             | Letras                                  | Música                                                      | Duración |  |
| 1.  | «I Just Wanna Dance»               | Hwang Hyun                              | Timothy «Bos» Bullock, Michael Jiminez, Sara Forsberg, MZMC | 3:29     |  |
| 2.  | «Talk»                             | Jung Joo Hee, Kim Min Ji, Baek In Kyung | Dan Traynor, Carolien Ailin, Nicola Roberts                 | 3:34     |  |
| 3.  | «Fool»                             | Yorkie, Ryu Woo                         | Im Gwang Wook, Ryan Kim, Amanda Moseley, Chase, Dopio, Wkly | 3:28     |  |
| 4.  | «What Do I Do»                     | Choi Sooyoung                           | Stephanie Young, Kim Tae Sung, Jake K                       | 3:03     |  |
| 5.  | «Yellow Light»                     | Jung Joo Hee                            | Melanie Fontana, Eric Sanicola, Damon Sharpe                | 3:22     |  |
| 6.  | «Once in a Lifetime»               | Hwang Hyun, Sinanyeseu                  | Lee Joo Hyung, Sebastian Thott, Delisa Thomas               | 3:51     |  |
| 7.  | «What Do I Do» (Versión en inglés) | Stephanie Hwang                         | Stephanie Hwang, Kim Tae Sung, Jake K                       | 3:03     |  |

## Gráficos
| Gráfico                               | Posición |
| ------------------------------------- | -------- |
| South Korea Gaon Weekly Albums Chart  | —        |
| South Korea Gaon Monthly Albums Chart | —        |

## Historial de lanzamiento
| Región        | Fecha              | Formato              | Discográfica                 |
| ------------- | ------------------ | -------------------- | ---------------------------- |
| Corea del Sur | 11 de mayo de 2016 | CD, descarga digital | S.M. Entertainment, KT Music |
| Todo el mundo | 11 de mayo de 2016 | Descarga digital     | S.M. Entertainment           |